# Olga Černjavska
Olga Mihajlovna Černjavska (rusko Ольга Михайповна Чернявская), ruska atletinja, * 12. december 1960, Irbit, Sovjetska zveza.
Nastopila je na poletnih olimpijskih igrah v letih 1992, 1996 in 1992 v metu diska, leta 1992 je dosegla peto mesto, leta 1996 pa šesto. Na svetovnih prvenstvih je osvojila naslov prvakinje leta 1993 in bronasto medaljo leta 1995, na evropskih prvenstvih pa srebrno medaljo leta 1990. 